# Philippe de Moerloose
Philippe de Moerloose, né en 1967 à Watermael-Boitsfort, est le président-fondateur du groupe SDA Holding et d’African Equities.

## Biographie
En 1991, dès la fin de ses études de Management à l’ICHEC, Philippe de Moerloose fonde la société coopérative Demimpex spécialisée dans la vente automobile et l’import-export de pièces détachées avec l’Afrique,,.
En 2008, il regroupe ses activités sous la holding SDA, spécialisée dans la distribution et l’entretien de marques premium d’automobiles, d’équipements industriels, agricoles, de génie civil et de construction.
SDA regroupe les filiales DEM Group (représentant exclusif de John Deere Construction & Forestry, John Deere Agriculture, Hitachi et Wirtgen dans une vingtaine de pays) et SMT Group (importateur exclusif des marques Volvo Trucks, Volvo Construction Equipment et Volvo Penta sur l’Afrique Subsaharienne),.
En 2015, le groupe acquiert le réseau de distribution Volvo Construction Equipment au Benelux. En 2017, SDA revend ses activités automobiles à son partenaire Optorg et rachète ensuite le réseau de distribution Volvo Construction Equipment à Volvo en Grande Bretagne.
En 2018, le groupe SDA atteint près de 866 millions d’euros de chiffre d’affaires consolidé pour ses filiales SMT Holding et DEM Group,.
En 2019, le groupe SDA affiche un revenu de 921 millions d'euros, en croissance de plus de 6%.
En 2020, Philippe est nommé au titre de Manager de l'année, organisé par le magazine Trends-Tendances. Plébiscité par le public lors de la phase de vote, il est classé parmi les cinq managers finalistes.
Philippe De Moerloose est central dans l'enquête Congo Hold-Up du De Standaard et Le Soir, accusant le président Kabila de corruption.